# Gold: Greatest Hits
Gold: Greatest Hits è una raccolta del gruppo musicale britannico Steps pubblicato nel 2001.

## Tracce
1. Tragedy – 4:30
2. One for Sorrow – 4:21
3. Stomp – 3:21
4. Better Best Forgotten – 3:42
5. Love's Got a Hold on My Heart – 3:19
6. Deeper Shade of Blue – 3:44
7. Last Thing on My Mind – 3:04
8. Better the Devil You Know – 3:48
9. Summer of Love – 3:51
10. 5,6,7,8 – 3:21
11. Chain Reaction – 3:56
12. Baby Don't Dance – 3:50
13. It's the Way You Make Me Feel – 3:16
14. After the Love Has Gone – 4:34
15. Here And Now (Q-Street Mix) – 3:26
16. Say You'll Be Mine – 3:31
17. Only In My Dreams – 4:16
18. Words Are Not Enough – 3:23
19. When I Said Goodbye – 3:32
20. Heartbeat – 4:23